# 에스토니아 총리

에스토니아의 국장

에스토니아의 총리(에스토니아어: Eesti Vabariigi peaminister)는 에스토니아의 내각 수반이다.

## 같이 보기
- 에스토니아의 대통령